# ASCII (Unternehmen)
K.K. ASCII (jap. 株式会社アスキー Kabushiki kaisha Asukī, englisch ASCII Corporation) war ein Verlag von Computerspielezeitschriften und ein Hersteller von Computerspielen mit Hauptsitz in Chiyoda, Präfektur Tokio, Japan. Die Firma wurde von Kadokawa Group Holdings 2004 gekauft und fusionierte mit einer Tochterfirma von Kadokawa Media Works am 1. April 2008 zum Unternehmen ASCII Media Works. Der Verlag veröffentlichte als Haupterzeugnis das Magazin Monthly ASCII.

## Geschichte

### 1977–1989
ASCII wurde von Kazuhiko Nishi und Keiichirō Tsukamoto in 1977 gegründet. Zuerst brachte der Verlag ein Magazin mit demselben Namen ASCII heraus. Nach Gesprächen zwischen Kazuhiko Nishi und Bill Gates wurde die Firma 1979 das erste Standbein von Microsoft in Japan und hieß fortan ASCII Microsoft.
1984 stieg ASCII in das Halbleitergeschäft ein und baute 1985 das Geschäft mit kommerziellen Onlinediensten unter der Marke ASCII-NET aus. Als der Videospielemarkt in den 1980er-Jahren florierte, entwickelte und vertrieb die Firma Software für diverse Konsolen und Heimcomputersysteme, wie beispielsweise für Nintendo Entertainment System, Sega Mega Drive und MSX.
Nach dem Börsengang von Microsoft 1986 wurde das japanische Unternehmen ASCII Microsoft wieder verselbständigt. ASCII musste restrukturiert werden, weil sie in ihrer Geschäftsausrichtung in den frühen 1980er Jahren zu stark diversifizierte. 1989 ging die Firma an die Börse.

### 1990er-Jahre
Im März 1996 wies ASCII einen Ertrag von 56 Milliarden Yen aus. Davon fielen auf das Verlagswesen 52,5 %, auf Computerspiele 27,8 %, auf die Halbleiterproduktion 10,8 % und auf die restlichen Bereiche 8,9 %. Trotz der Anstrengung sich auf das Kerngeschäft zu fokussieren, litt die Firma immer mehr unter kumulierten Schulden. 1997 griff CSK Holdings dem Unternehmen mit einem Einkauf ins Privatkapital unter die Arme.
ASCII wurde in den USA mit ihrer 1991 eröffneten Tochterfirma ASCII Entertainment bekannt, die sich vor allem auf dem Software-Markt engagierte. Der ASCII-Mitbegründer Keiichiro Tsukamoto verließ das Unternehmen, um 1992 eine eigene Firma Impress zu gründen. Der Ableger Agetec (für „Ascii Game Entertainment TEChnology“) wurde 1998 von ASCII gegründet, ein Jahr später wurde er unabhängig.

### 2000er-Jahre
2001 wurde angekündigt, dass CSK die Aktienanteile an ASCII in den Fonds Unison transferieren werde. Unison stutzte ASCII auf das Kerngeschäft (Verlagswesen) zusammen. Die Computerspielproduktion wurde im März 2002 eingestellt. 2004 wurde ASCII von der Unternehmensgruppe um Kadokawa Shoten (engl. Kadokawa Shoten Publishing) aufgekauft. und mit der Kadokawa-Tochter MediaWorks am 1. April 2008 zu ASCII Media Works fusioniert.